# 1 Brygada Górska (UHA)
1 Brygada Górska – jedyna brygada górska, walcząca w składzie Armii Halickiej.
Brygadą dowodził płk Wasyl Czerśkyj. W maju 1919 została odcięta od reszty sił ZURL przez wojska rumuńskie oraz ofensywę wojsk polskich, i zmuszona do przejścia na teren Czechosłowacji, gdzie została internowana. Miejscem internowania był obóz w Německém Jablonném (dziś Jablonné v Podještědí). Brygada zachowała tam swoje dowództwo i sztab, będąc gotową do działań bojowych. Liczyła wówczas około 5 tysięcy żołnierzy i oficerów.
W czerwcu-lipcu 1919 brygada uczestniczyła w likwidacji Słowackiej Republiki Rad. W 1921 została przeniesiona do obozu w Jozefowie, a wkrótce potem rozwiązana.